# Copa de Campions de la CONCACAF 2008
La Copa de Campions 2008 va ser la quaranta-tresena edició de la Copa de Campions de la CONCACAF. En la Ronda final hi participaran vuit equips. El guanyador representà Amèrica del Nord, Amèrica Central i el Carib al Mundial de Clubs 2008.

## Equips classificats
Zona Nordeamericana
- Mèxic

-  Pachuca - Campió Clausura 2007
-  Atlante - Campió Apertura 2007

- Estats Units

-  DC United - Guanyador de la MLS Supporters' Shield
-  Houston Dynamo - Guanyador de la MLS Cup

Zona Centreamericana
- Motagua - Campió Copa Interclubes UNCAF 2007
- Deportivo Saprissa - Subcampió Copa Interclubes UNCAF 2007
- CSD Municipal - Tercer lloc Copa Interclubes UNCAF 2007

Zona Caribeña
- Harbour View - Campió Campionat de Clubs de la CFU 2007

## Fase final

### Quarts de final
| 13 de març de 2008 - 20:45 |     |                |                          |
| CSD Municipal              | 0-0 | Houston Dynamo | Mateo Flores (Guatemala) |
|                            |     |                | Mateo Flores (Guatemala) |

| 20 de març de 2008 - 20:45 |           |               |                             |
| Houston Dynamo             | 3-1 (0-0) | CSD Municipal | Robertson Stadium (Houston) |
|                            |           |               | Robertson Stadium (Houston) |

| 14 de març de 2008 - 20:45 |           |                    |                       |
| Atlante                    | 2-1 (1-1) | Deportivo Saprissa | Quintana Roo (Cancun) |
|                            |           |                    | Quintana Roo (Cancun) |

| 21 de març de 2008 - 20:45 |           |         |                             |
| Deportivo Saprissa         | 3-0 (2-0) | Atlante | Ricardo Saprissa (San José) |
|                            |           |         | Ricardo Saprissa (San José) |

| 12 de març de 2008 - 20:45 |     |         |                             |
| Motagua                    | 0-0 | Pachuca | Carias Andino (Tegucigalpa) |
|                            |     |         | Carias Andino (Tegucigalpa) |

| 20 de març de 2008 - 20:45 |           |         |                           |
| Pachuca                    | 1-0 (1-0) | Motagua | Estadio Hidalgo (Pachuca) |
|                            |           |         | Estadio Hidalgo (Pachuca) |

| 13 de març de 2008 - 20:45 |           |           |                                 |
| Harbour View               | 1-1 (0-1) | DC United | Harbour View Stadium (Kingston) |
|                            |           |           | Harbour View Stadium (Kingston) |

| 19 de març de 2008 - 20:45 |           |              |                             |
| DC United                  | 5-0 (1-0) | Harbour View | RFK Stadium (Washington DC) |
|                            |           |              | RFK Stadium (Washington DC) |

### Semifinals
| 2 d'abril de 2008 - 20:45 |           |           |                           |
| Pachuca                   | 2-0 (0-0) | DC United | Estadio Hidalgo (Pachuca) |
|                           |           |           | Estadio Hidalgo (Pachuca) |

| 10 d'abril de 2008 - 20:45 |           |         |                             |
| DC United                  | 2-1 (0-0) | Pachuca | RFK Stadium (Washington DC) |
|                            |           |         | RFK Stadium (Washington DC) |

| 3 d'abril de 2008 - 20:45 |     |                    |                             |
| Houston Dynamo            | 0-0 | Deportivo Saprissa | Robertson Stadium (Houston) |
|                           |     |                    | Robertson Stadium (Houston) |

| 10 d'abril de 2008 - 20:45 |           |                |                             |
| Deportivo Saprissa         | 3-0 (1-0) | Houston Dynamo | Ricardo Saprissa (San José) |
|                            |           |                | Ricardo Saprissa (San José) |

### Final
| 23 d'abril de 2008 - 20:45 |           |         |                             |
| Deportivo Saprissa         | 1-1 (0-0) | Pachuca | Ricardo Saprissa (San José) |
|                            |           |         | Ricardo Saprissa (San José) |

| 30 d'abril de 2008 - 20:45 |           |                    |                           |
| Pachuca                    | 2-1 (1-0) | Deportivo Saprissa | Estadio Hidalgo (Pachuca) |
|                            |           |                    | Estadio Hidalgo (Pachuca) |